# 8769 Arctictern
A 8769 Arctictern (ideiglenes jelöléssel 2181 T-2) a Naprendszer kisbolygóövében található aszteroida. Cornelis Johannes van Houten, Ingrid van Houten-Groeneveld és Tom Gehrels fedezte fel 1973. szeptember 29-én.